# Upah
Upah is een bestuurslaag in het regentschap Aceh Tamiang van de provincie Atjeh, Indonesië. Upah telt 1584 inwoners (volkstelling 2010).